# (8317) Eurysacès
(8317) Eurysacès, désignation internationale (8317) Eurysaces, est un astéroïde troyen jovien.

## Description
(8317) Eurysacès est un astéroïde troyen jovien, camp grec, c'est-à-dire situé au point de Lagrange L4 du système Soleil-Jupiter. Il présente une orbite caractérisée par un demi-grand axe de 5,293 UA, une excentricité de 0,045 et une inclinaison de 0,9° par rapport à l'écliptique.
Il est nommé en référence au personnage de la mythologie grecque Eurysacès, acteur du conflit légendaire de la guerre de Troie.

## Compléments